# Um Salto para trás, mas sem Olhar

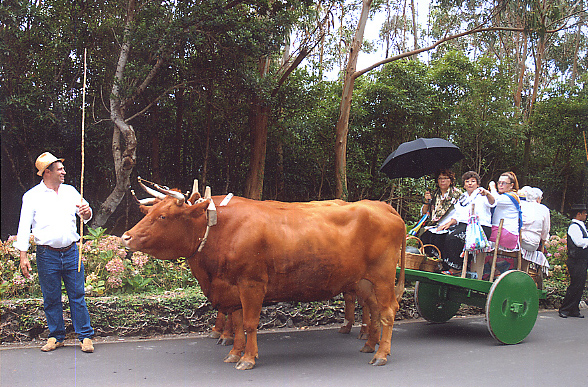
Carro de Bois da raça Bovinos Ramo Grande, ilha Terceira, Açores

A lenda Um salto para trás, mas sem olhar é uma tradição oral da ilha de São Jorge, nos Açores. Refere, de modo curioso, a distância entre as ilhas e a necessidade que o povo tinha de a atravessar, bem como as formas que imaginava como ideais.

## Lenda
Um homem que vivia na ilha de São Jorge dirigia-se para casa depois de um dia de trabalho, já ao anoitecer. Vinha cansado e com o carro de bois carregado de lenha para o forno, a chiar no silêncio da tarde. Vinha de longe e o caminho não era muito bom, por isso sentou-se à entrada de uma furna para descansar e dar descanso aos bois.
Para entreter o tempo começou a afiar um pau com a navalha, eventualmente a criar um brinquedo para o filho. Nestes tempos a navalha era para o agricultor um instrumento para toda a obra. Era usada para enxertar a vinha ou uma árvore de fruta, e como faca durante a refeição. Muitas vezes também era utilizada como bisturi numa operação a um animal.
Estava ele entretido, quando vinda não se sabe de onde apareceu uma galinha que começou a andar de um lado para o outro e a ciscar na terra, esgravatando tudo ao redor do homem, que começou a ficar incomodado com a poeira que a galinha levantava. Ela cacarejava sem parar e com insistência. Apesar de o agricultor a enxotar, ela não saía do pé dele. Já farto, tentou espetar a galinha com a navalha.
Quando picada, a galinha transformou-se imediatamente numa mulher nova e bonita, completamente nua. Quando recuperou a sua calma, o homem despiu o casaco que tinha vestido e colocou-o por cima da mulher, como forma de lhe tapar a nudez. A mulher então disse-lhe que era uma feiticeira que precisava de ser levada com urgência até à ilha do Pico.
O agricultor tentou esquivar-se, dizendo-lhe não a podia levar, tinha a família em casa à sua espera e que além disso não tinha barco nem era homem do mar. Mas a feiticeira tanto insistiu que o homem acedeu. Ela pediu que ele a pegasse ao colo e desse um passo para trás, mas sem olhar. Apesar de estar cheio de receio, queria ver-se livre da mulher, e assim fez.
Mal deu o passo para trás e olhou em à volta, achou-se no Pico. Aterrorizado e sem saber o que fazer, apenas perguntou "E agora? Como volto para São Jorge?" Agradecida com o acto dele, a feiticeira retirou um bocado de pano da loja de sua casa e disse que ele o segurasse e desse novamente um passo para trás, novamente sem olhar. Ele assim fez. Logo se encontrou novamente na sua ilha, junto do carro de bois que continuavam impávidos e serenos como se nada se tivesse passado. Era como se esta viagem de ir e vir ao Pico tivesse acontecido num tempo que não correspondia ao tempo normal.
Assim que recuperou do acontecido, pôs-se logo a caminho de casa, esquecendo-se no entanto de deitar fora o pano que a feiticeira lhe tinha dado. Quando chegou a casa, a mulher começou a perguntar onde ele o tinha buscar e quem lho tinha oferecido. Com medo de falar da feiticeira, o homem não quis contar o que tinha acontecido à mulher. Isto levou a grandes desconfianças e ciúmes por parte da esposa, que começou a dizer que ele tinha uma amante, levando a um divórcio algum tempo depois.